# Las aventuras de Zé Caipora
Las Aventuras de Zé Caipora es una historieta (o como le dicen en Brasil, história em quadrinhos) creada por el escritor e ilustrador ítalo-brasilero Angelo Agostini, y es una de las primeras historietas brasileñas.

## Trayectoria editorial
Esta obra fue publicada en la Revista Ilustrada desde 1883 hasta 1888, con muchas interrupciones y en entregas de 2 páginas hasta sumar los 25 capítulos.